# Vesicularia galerulata
Vesicularia galerulata là một loài Rêu trong họ Hypnaceae. Loài này được (Duby) Broth. miêu tả khoa học đầu tiên năm 1908.